# 清作の妻 (1965年の映画)
『清作の妻』（せいさくのつま）は、1965年6月25日に大映が配給した、増村保造監督、主演・若尾文子、田村高廣による、ドラマ映画。若尾文子は、この作品で第16回ブルーリボン賞主演女優賞を受賞した。1965年度の第39回キネマ旬報ベスト・テンでは『宮本武蔵　巌流島の決斗』と並んで第11位となり、ベストテン入りを逃した。1924年、日活が同原作の同名の映画を村田実監督で映画化している。

## あらすじ
病気の父と一家の生計助けるため、お兼は遥かに歳の離れた老人の女になることを余儀なくされた。老人は遺産を残して死んだが、お兼の父もまた他界した。お兼は母と、かつて村八分の扱いを受けながら暮らしていた村へと帰る。ある日お兼は、その村で模範青年として名高い、清作と出会い、やがて結ばれ、二人は幸せな時間を過ごしていたが、やがて日露戦争が始まり、清作は軍へと召集される。
そして、ある日負傷して帰郷する。やがて傷は癒え再び戦地に戻る日が来て、本人も軍国の模範青年たる気概で向かおうとするが、お兼と清作が二人になったとき、突然お兼が五寸釘で清作の両眼を刺す。お兼は2年の服役、清作は軍法会議行きとなったが戦地行きは免れる。
服役を終えお兼が戻った時、清作は「盲になり、卑怯者になってお前の心が分かった。お前がいなかったら、馬鹿な模範兵、世間体ばかりの阿呆だった」と礼を言った。

## 配役
- 若尾文子 : お兼
- 田村高廣 : 清作
- 小沢昭一 : 兵助
- 紺野ユカ : お品
- 穂高のり子 : 隠居の息子の妻
- 星川黎子 : お雪
- 早川雄三 : 軍曹
- 仲村隆 : お品の兄
- 杉田康 : 隠居の息子
- 潮万太郎 : 村長
- 清川玉枝 : お牧
- 高村栄一 : お品の父
- 星ひかる : 浩三
- 小山内淳 : 伍長
- 飛田喜佐夫 : 兵事係
- 井上大吾 : 上等兵
- 松村若代 : お照
- 川澄節子 : お柳
- 町田博子 : 伍良の女房
- 成田三樹夫 : 憲兵曹長
- 殿山泰司 : 隠居

## スタッフ
- 製作 : 永田雅一
- 監督 : 増村保造
- 企画 : 伊藤武郎
- 脚本 : 新藤兼人
- 撮影 : 秋野友宏
- 編集 : 中静達治
- 音楽： 山内正
- 原作 : 吉田絃二郎
- 助監督 : 岡崎明[5]

## 併映作品
- 『復讐の牙』: 井上梅次監督